# Estero Lagunilla
Estero Lagunilla är ett vattendrag i Chile.   Det ligger i regionen Región de Coquimbo, i den centrala delen av landet, 400 km norr om huvudstaden Santiago de Chile.
Runt Estero Lagunilla är det ganska tätbefolkat, med 83 invånare per kvadratkilometer.